# Tarančis
Tarančis, tarantxis o taranxis, en francès tarantchis, en castellà taranchis, foren un poble musulmà turquitzat de Kaixghària. Considerats sarts de Kaixghària on vivien, foren desplaçats des dels seus assentaments originals junt amb els dungans, cap a la vall mitjana del riu Ili, ocupant el llocs dels dzungars o calmucs que l'habitaven fins que foren massacrats el 1758. El 1834 unes sis mil famílies tarančis s'havien establert a la zona; van començar a patir repressió dels xinesos a partir de les rebel·lions del khodja o khoges i el 1863 va arribar al seu punt màxim quan es van enfrontar al general xinès Tsao Tsung T'ang (1812-1885) i altres, i als dungans. Durant el poder de Yakub Beg a gran part del Sinkiang, el 1865 els tarančis van formar el sultanat de Khuldja fins que fou conquerit i administrat per l'imperi rus el 1871 (fins a 1882) que l'anomenaven la regió o districte de l'Ili o de Kuldja. Fou retornat a la Xina en virtut del tractat de Sant Petersburg de 12 de febrer de 1881 (executat el 1882) però els russos van conservar alguns privilegis. Llavors 45.373 tarančis van passar a territori rus (d'un total de 51.000) i es van instal·lar a l'oblast de Semirètxia principalment a Jarkent fundada el 1882 per acollir-los; alguns van anar a Almati llavors anomenada Vernyj i altres a Bayram Ali. El 1897 eren uns 70.000 a tot el Turquestan Rus dels quals 55.999 a la regió de Semirètxia. Rússia va conservar la seva influència a Kuldja des de la creació de la província del Sinkiang el 1884 fins al 1962 quan els consolats establerts als tractats foren tancats.
Són propers per tipus físic, cultura, llengua i religió als sarts i als tadjiks, però les seves dones són més lliures i mai han utilitzat el ve excepte en el període conservador dels khoges. Parlen una llengua turca oriental anomenada karluc, propera de l'uzbek. La branca de tarančis que va quedar a Kaixghària parla una llengua força igual, però que presenta diferències amb la resta. La llengua té arrels arabo-perses però es va turquitzar agafant paraules del calmuc, mongol i xinès, i per això no pot ser compresa per altres turcòfons. Avui dia la major part s'identifiquen amb els uigurs i utilitzen la bandera nacional uigur blava amb mitja lluna i estel blanc. A Kaixghària en quedaven 79.296 el 1945 (últim cens publicat), i a la regió de Sermirètxia uns 150.000 el 1989 més 35.000 a altres llocs de l'Àsia central (anomenats kashgharlys). Durant la revolució russa (ja des de la revolta del 1916) es van produir moviments transfronterers i uns 10.000 tarančis van passar a la Xina, però van retornar uns decennis més tard, abans de 1949. El 1942 van deixar de ser reconeguts com a ètnia per la Unió Soviètica i, igual que a la Xina des de 1949, són assimilats als uigurs i no apareixen als censos.